# Reprezentacja Kanady w rugby union mężczyzn
Reprezentacja Kanady w rugby mężczyzn – zespół rugby union, biorący udział w imieniu Kanady w meczach i sportowych imprezach międzynarodowych, powoływany przez selekcjonera, w którym mogą występować wyłącznie zawodnicy posiadający obywatelstwo kanadyjskie. Za jego funkcjonowanie odpowiedzialna jest organizacja Rugby Kanada.

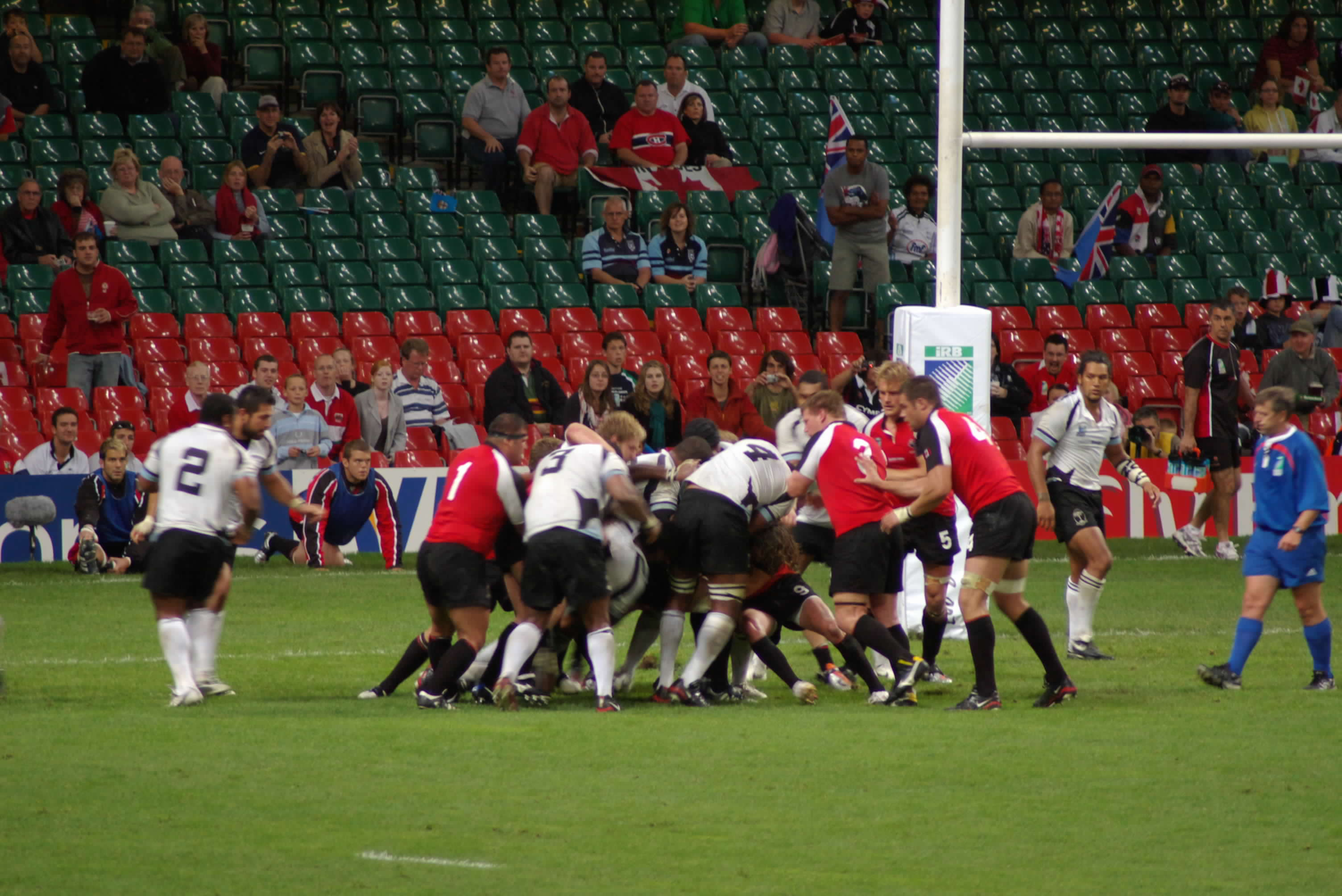
Mecz - Kanada

## Udział wPucharze Świata
| 1987 | -     | Faza grupowa |
| 1991 | Awans | Ćwierćfinał  |
| 1995 | Awans | Faza grupowa |
| 1999 | Awans | Faza grupowa |
| 2003 | Awans | Faza grupowa |
| 2007 | Awans | Faza grupowa |
| 2011 | Awans | Faza grupowa |
| 2015 |       |              |
| 2019 |       |              |